# Радован Саватић
Радован Саватић (Шабац, јул 1879. — Београд, 13. април 1952) је био познати српски бициклиста и аутомобилиста у првој половини 20. века.
За време школовања на Вишој трговачкој школи у Грацу и Будимпешти бавио се бициклзмом. Вишеструки је победник трка у Грацу (првак Штајерске), Будимпешти и Београду.
На аутомобилским тркама стартовао је први пут на Бањици у Београду 24. јула 1923. године и победио. Победио је и на тркама за друмско брзинско првенство од Сарајева до Београда (369 км) 1925 — 1927.
Године 1926. боравио је тркачкој школи „Алфа Ромео“ у Милану заједно са Албертом Аскаријем и Rudolf Caracciola. Те године био је победник међународне трке на 200 км око Пљешивице (Самобор—Пљешивица—Света Недеља—Самобор), са полутркачким аутомобилом „Алфа Ромео“. Победник је трке Букурешт—Београд (1932), релија Мале антанте (Праг—Букурешт—Београд) 1937. и трке Балканских земаља (Београд—Софија—Атина, 1938).
Од 1937. возио је трке на аутомобилу „Шкода“. Последњи пут стартовао је на међународној трци, на кружној стази око Калемегдана 3. септембра 1939) и победио у трци спортских аутомобила до 1.500 ccm.